# Santa Maria de Cardet
Santa Maria de Cardet és l'església parroquial romànica del poble de Cardet, en el terme de la Vall de Boí. Pertany al territori de l'antic terme municipal de Barruera. Està situada a l'extrem nord-est de Cardet. És una de les Esglésies romàniques de la Vall de Boí declarades Patrimoni de la Humanitat.

## Història
La documentació dels s. XI-XII on s'esmenta la vall de Boí no parla mai de l'organització per parròquies, sinó de viles, fet no gaire freqüent en aquella època. Això i el fet que les esglésies es troben segregades en els sectors extrems dels pobles i que no constitueixen elements generadors de nuclis de població, sembla indicar una implantació eclesial sobre un espai ja estructurat, en el qual els temples no varen tenir una incidència massa destacada. Segons això, la implantació de les esglésies hauria estat posterior a la formació de nuclis de poblament, dels quals es desconeix l'origen.
La implantació de l'església de Cardet seria posterior als primers anys del s. XIII, i com el resultat d'una operació promoguda pel monestir de Lavaix, senyor del lloc. Les parts romàniques del temple actual han de situar-se dins d'aquesta cronologia, que ve a coincidir amb la del frontal que procedent del temple es conserva al Museu d'Art de Catalunya (Barcelona).

## Descripció
El temple de Santa Maria és d'origen romànic, d'una sola nau amb absis semicircular, i s'adapta al pendent natural del terreny mitjançant la superposició de dues plantes, de manera que una part de l'edifici presenta un nivell semisoterrani. La capçalera, decorada exteriorment amb arcuacions i lesenes contínues, tant a la planta inferior com al nivell de la nau. El nivell inferior correspon a un àmbit de planta absidiada amb volta semiesfèrica de pedra amb traces d'encanyissat del cindri, a la que s'accedeix des del pla de la nau. La coberta primitiva del cos de la nau queda oculta per diverses obres de reforma.

### Exterior

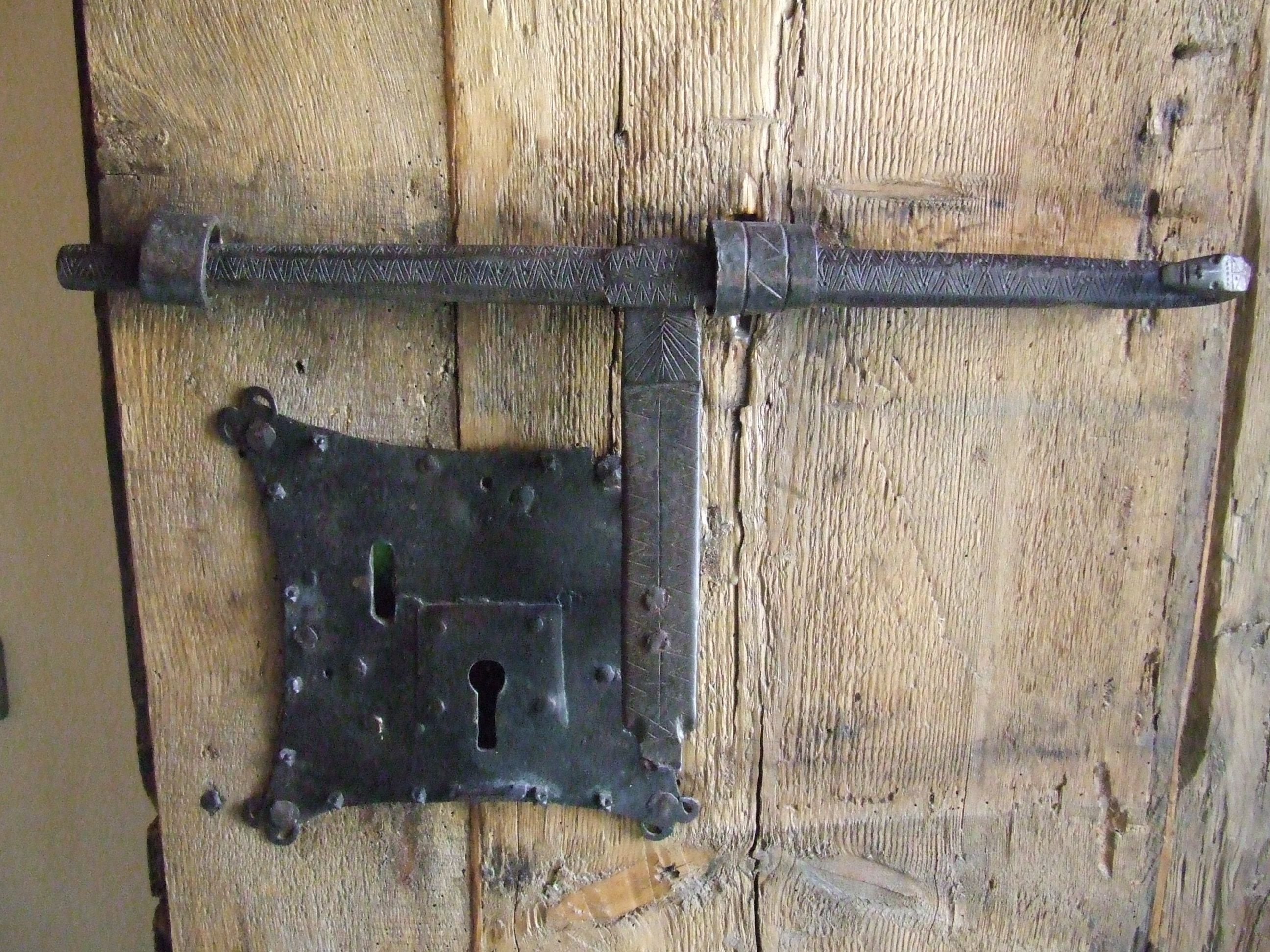
El pany, també romànic

La façana principal està situada a ponent i la sobremunta en el vèrtex un cloquer d'espadanya amb dues arcades al nivell baix i una al superior. Protegeix l'entrada un petit porxo cobert amb teulada a dues vessants. L'interior de l'església està considerablement transformat respecte al seu estat originari. L'absis queda ocult per un retaule barroc. Tota la nau del temple està arrebossada i parcialment pintada. El paviment té dos sectors una part encimentada i l'altra amb un empostissat de fusta. El tram inferior de la nau està ocupat per un cor entressolat de fusta. Del mobiliari destaca el retaule barroc de l'absis central, obra del segle xviii, i al Museu d'Art de Catalunya es conserva un frontal romànic (s.XIII). La construcció romànica inicial correspon a una església d'una sola nau amb dos nivells de capçalera de la mateixa època, segle xiii. Posteriorment patí diferents modificacions.

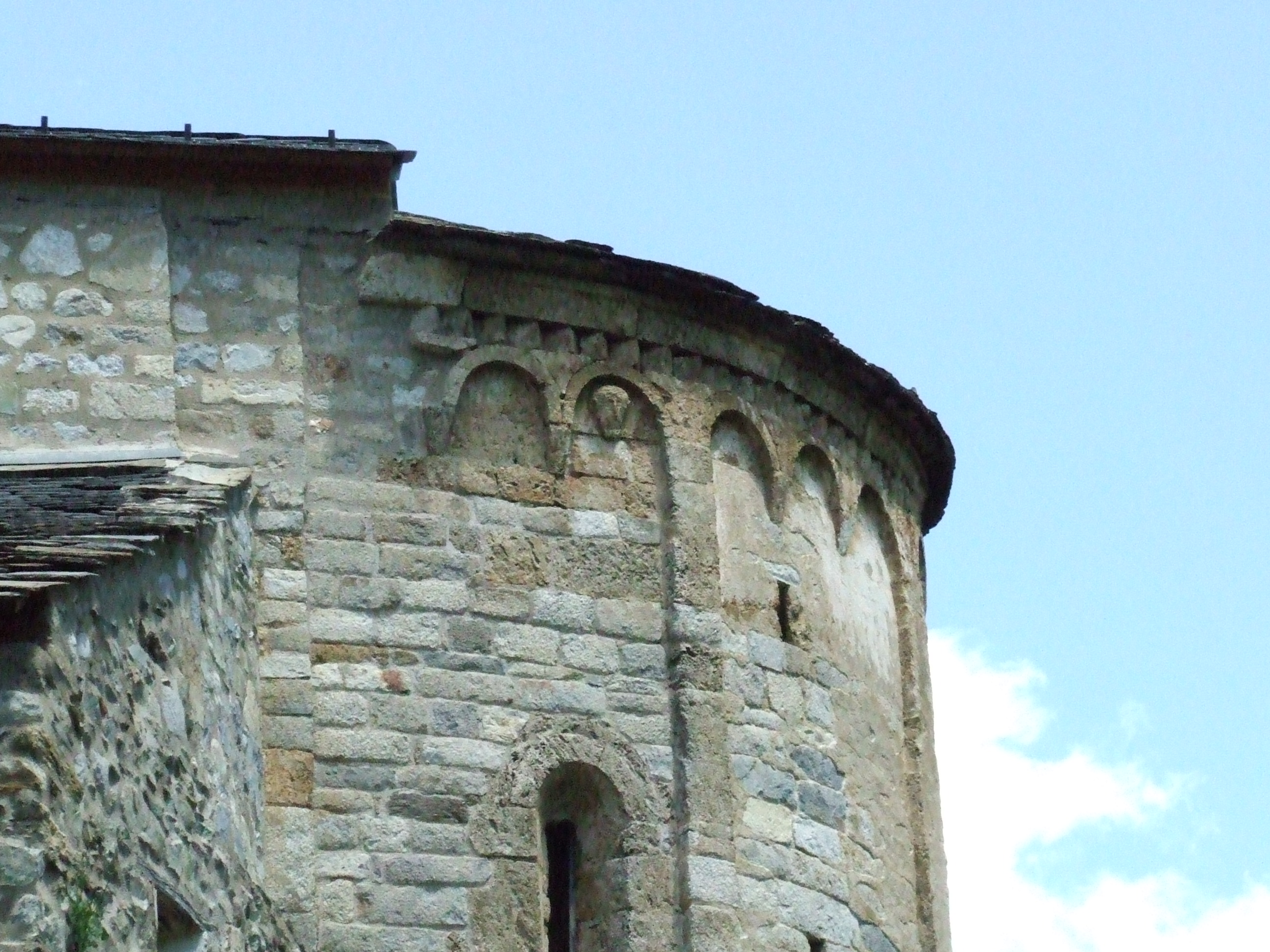
L'absis, ornamentació llombarda i cap esculpit

S'obre a la façana de ponent, sota un porxo que l'aixopluga, com moltes esglésies pirinenques. És feta amb un arc de mig punt que té les dovelles extradossades per un segon arc de lloses. Fou afectada per la construcció d'un segon arc rebaixat que en redueix l'alçada i l'empetiteix. L'ornamentació de la porta és molt interessant. Hi ha, a les dovelles de la porta, un crismó molt rudimentari i una creu incisa al costat dret. Més amunt de la porta, per damunt de la coberta del porxo, hi ha dues finestres d'una sola esqueixada. La porta de fusta té encara part de la ferramenta original romànica.
En èpoques tardanes foren afegides a l'església una sagristia i una capella al nord, que desfiguren una mica l'obra original romànica. L'aparell de construcció presenta diverses fases. la façana sud i part de l'occidental tenen un aparell fet de petits carreus irregulars disposats en filades horitzontals desiguals; la part de l'absis està feta de carreus més grossos i escairats, que s'alternen amb pedres tosques per acolorir i augmentar d'aquesta manera els elements singulars, com les lesenes. Les arcuacions llombardes són esculpides en el mateix bloc que els fan de suport. Un d'ells presenta un cap humà com a motiu ornamental. La façana de ponent, que té una espadanya de dos ulls, està feta amb petits carreus molt regulars i ben disposats en filades. Tot plegat permet pensar en una església en part construïda al segle xi i en part al xii, possiblement reformada coincidint amb el moment en què es consagra el principal grup d'esglésies de la vall: les de Taüll, Erill la Vall i Boí.

### Interior

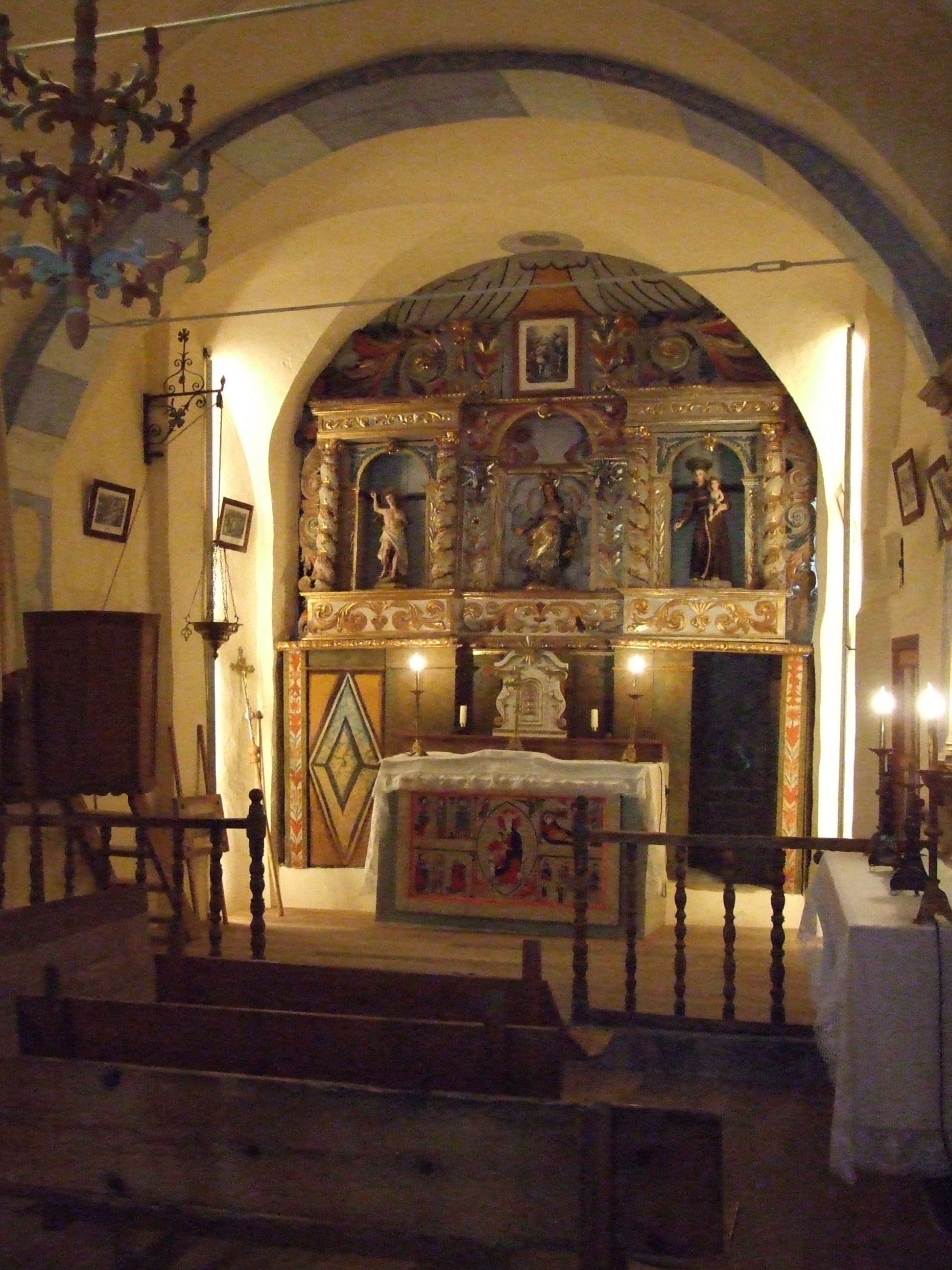
Absis central i retaule barroc

L'absis està amagat pel retaule barroc, rere el qual presenta una característica obra romànica, amb absis cobert amb mitja esfera, que queda per damunt de la coberta de la nau, refeta posteriorment. Presenta tres finestres de doble esqueixada, de les quals només la central roman oberta. A l'exterior, l'absis és l'únic element que presenta ornamentació: un fris de dents de serra, amb un altre d'arcuacions cegues en grups de tres separades per lesenes a sota. La cripta, que aprofita el buit deixat sota el presbiteri per la mateixa inclinació del terreny, és coberta amb volta de canó, i té una finestra central d'una sola esqueixada, i una renglera de fornícules rectangulars.
L'espai de la nau permet l'existència d'un cor a ponent, damunt de la porta. La nau és totalment enguixada, i no se n'aprecia la construcció original. Hi ha un retaule barroc popular, amb un aspecte molt naïf, i la reproducció del frontal d'altar que es conserva al Museu Nacional d'Art de Catalunya. L'absis, a l'interior presenta també un fris de dents de serra, que roman amagat rere el retaule barroc.

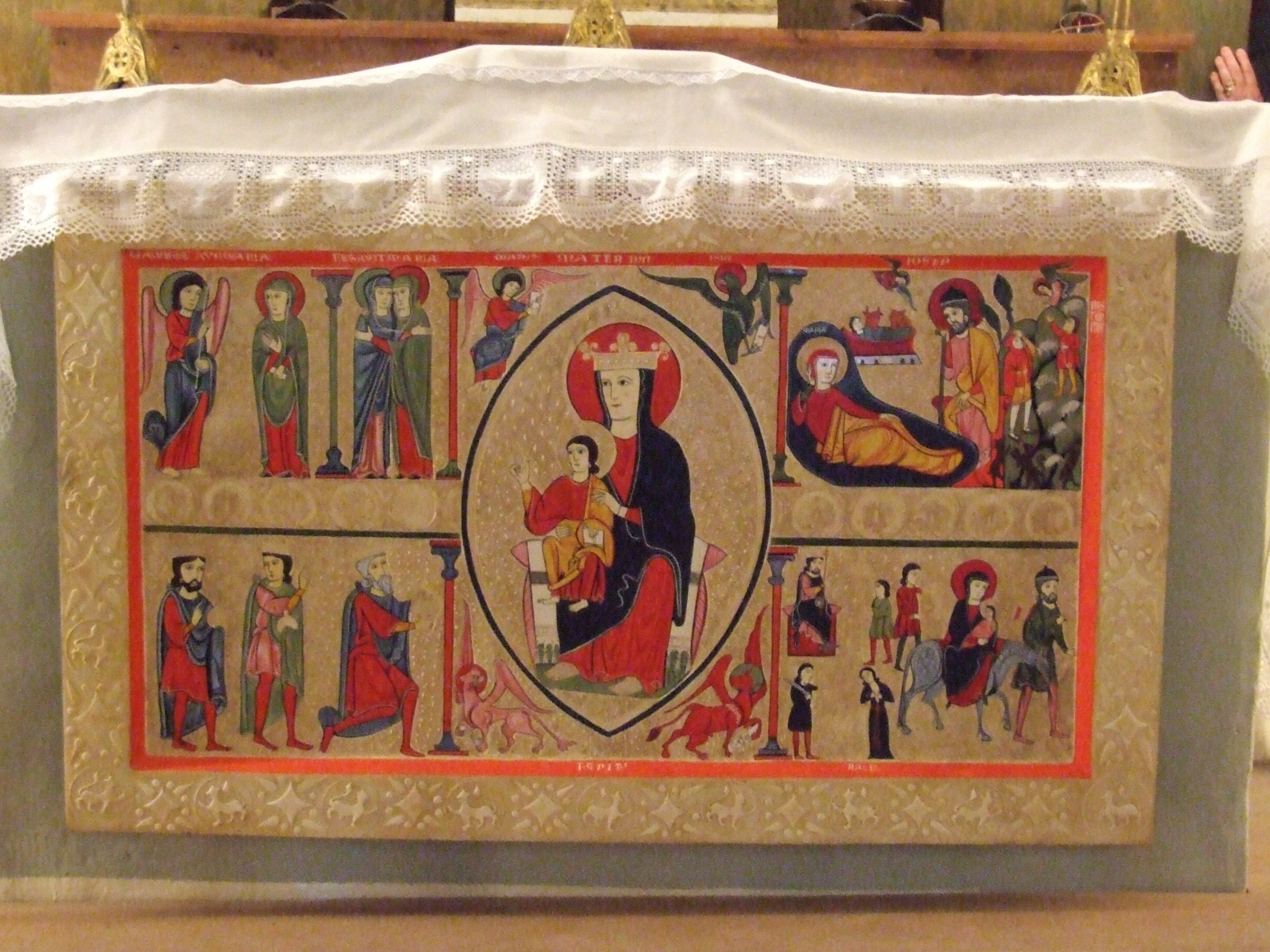
Frontal d'altar, reproducció existent a Cardet

El frontal d'altar es tracta de la peça núm. 3.903 de l'inventari del Museu d'Art de Catalunya (MNAC). És dedicat a la Mare de Déu, que ocupa, juntament amb el Nen, el registre central, en mandorla. El Nen està en actitud de beneir, mirant cap a la seva dreta, com la Mare. La Mandorla està envoltada pels símbols dels evangelistes, i la resta de l'espai es divideix en quatre espais rectangulars. El de dalt a l'esquerra hi ha pintades l'Anunciació i la Visitació, separades per una columna pintada. A dalt a la dreta, la Nativitat i la visita dels pastors, en una escena que recorda els actuals pessebres. A baix a l'esquerra, la visita dels Reis Mags (l'Epifania); a baix a la dreta, la persecució dels innocents, amb un Hèrodes donant ordres en un segon pla, i la Fugida a Egipte. A l'església hi havia encara alguna altra resta de pintures romàniques, com a biga travessera original de l'absis, amagada rere el retaule barroc. Aquesta biga és tambéactualment en el MNAC. Totes aquestes pintures són datables al segle xiii.
Els béns mobles integrants de la declaració de Bé Cultural d'Interés Nacional són la pica baptismal de pedra; la pica beneitera de pedra; el forrellat de ferro forjat; un retaule de fusta policromada del segle XVIII; una imatge de Santa Maria, de fusta policromada, del segle XVIII; un retaule de fusta tallada i policromada; un Salomó de torn i talla dels segles XVIII-XIX; un lampadari de ferro forjat del segle XIX; un hostier de fosa de ferro; un aiguamans de ceràmica del segle XVIII; un fanal de processó de llanua retallada del segle xix, i canelobres de llautó repussat i gravat del segle xix.